# Cerro San Simón
Cerro San Simón ist eine Ortschaft im Departamento Beni im Tiefland des südamerikanischen Binnenstaates Bolivien.

## Lage im Nahraum
Cerro San Simón ist der zweitgrößte Ort des Kanton Mateguá im Municipio Baures und liegt in der Provinz Iténez auf einer Höhe von 561 m im Nahbereich des Río Iténez. Cerro San Simón liegt in einer Entfernung von 330 Kilometern Luftlinie nordöstlich von Trinidad, der Hauptstadt des Departamentos.

## Geographie
Das Klima im östlichen Beni ist gekennzeichnet durch eine für die Tropen typische ausgeglichene Temperaturkurve mit nur geringen Schwankungen und einem jährlichen Temperaturmittel von knapp 27 °C (siehe Klimadiagramm Magdalena). Der Jahresniederschlag beträgt mehr als 1400 mm, mit einer deutlichen Feuchtezeit von November bis März, und einer Trockenzeit in den Monaten Juni bis August.

## Verkehrsnetz
Cerro San Simón liegt in einer Entfernung von etwa 930 Straßenkilometern nordöstlich von Trinidad, der Hauptstadt des Departamentos.
Von Trinidad aus führt die Nationalstraße Ruta 9 auf 358 Kilometern in südöstlicher Richtung nach San Ramón. Hier trifft sie auf die Ruta 10, die in östlicher Richtung nach 185 Kilometern Santa Rosa de Roca erreicht. Zwei Kilometer östlich von Santa Rosa de la Roca zweigt in nördlicher Richtung ein Seitenzweig der Ruta 10 ab und erreicht nach etwa 445 Kilometern durch die gering besiedelte Grenzregion die Ortschaft Remanso am Río Iténez. Zwei Kilometer vor Remanso zweigt eine unbefestigte Piste in südwestlicher Richtung auf das 33 Kilometer entfernte Cerro San Simón ab.

## Bevölkerung
Die Einwohnerzahl der Ortschaft ist in dem Jahrzehnt zwischen den beiden letzten Volkszählungen auf fast das Dreifache angestiegen:
| Jahr | Einwohner         | Quelle       |
| ---- | ----------------- | ------------ |
| 1992 | keine Detaildaten | Volkszählung |
| 2001 | 169               | Volkszählung |
| 2012 | 453               | Volkszählung |
| 2024 |                   | Volkszählung |